# Oskar Nedbal
Oskar Nedbal   (Tàbor, 26 de març de 1874 - Zagreb, 24 de desembre de 1930) va ser un compositor, violinista i director d'orquestra bohèmia.

## Biografia
Oskar Nedbal va néixer al sud de Bohèmia (aleshores a l'Imperi Austrohongarès), com a fill d'una família de parla txeca. Després d'estudiar al Conservatori de Praga com a alumne d'Antonín Bennewitz i Antonín Dvořák, va ser violista i organitzador del Quartet de corda bohemi (juntament amb Karel Hoffmann, Josef Suk i Hanuš Wihan) del 1892 al 1906, a la fama mundial del qual va fer una contribució especial. Després de fugir amb la dona de Primarius Hoffmann el 1906, Lionel Tertis i després Jeří Herold van prendre el seu lloc en una gira per Anglaterra. Nedbal va ser cofundador i director de la Filharmònica Bohèmia i, del 1906 al 1919, director principal de l'Orquestra Tonkünstler de Viena, que ell mateix va fundar, on va ser celebrat com a compositor d'operetes. L'opereta Polenblut, que es va estrenar a Viena el 1913, es va fer popular i posteriorment li va assegurar uns ingressos estables a través dels drets d'autor. Després de la fundació de Txecoslovàquia, va ser director del Teatre Nacional Eslovac de 1923 a 1930 i director de ràdio a Bratislava des de 1926.
Nedbal va morir en un accident al Teatre de Zagreb el 24 de desembre de 1930. Segons un informe no provat i sovint divulgat, es diu que es va llançar cap a la mort des de l'estudi de ballet a causa de la seva situació financera aparentment desesperada.

## Reconeixement
El 1953, Nedbalgasse a Viena-Donaustadt (22è districte) va rebre el seu nom. A la seva ciutat natal, Tabor, el teatre de la ciutat va portar el seu nom.
L'asteroide (3592) Nedbal, descobert el 15 de febrer de 1980, va rebre el seu nom el 1990.

## Família
El director d'orquestra i promotor de la història del teatre d'òpera txec Karel Nedbal (Königinhof de l'Elba, 28 d'octubre de 1888 - Praga, 20 de març de 1964) era nebot d'Oskar Nedbal.

## Obra

### Operetes
- Cudná Barbora, La Bàrbara casta. 1911.
- Polská krev, Polenblut. 1913, la seva obra més coneguda, va tenir 3.000 representacions només a Viena entre 1913 i 1926.
- Vinobraní, la núvia del viticultor. 1916.
- Krásná Saskia, La bella Saskia. 1917.
- Erivan, Erevan. 1918.
- Senyora Napoleó. 1919.
- Donna Glòria. 1925.

### Ballet
- El conte de Hans, Märchen von Hans. 1902.
- De conte de fades en conte de fades, Vom Märchen zum Märchen. 1908.
- Princess Hyacinth, Prinzessin Hyazint. 1911.
- L'àvia del diable, Teufels Großmutter. 1912.
- Andersen. 1914.

### Òpera
- Sedlák Jakub, pagès Jacob. 1922, la seva única òpera.